# Augusta (Titel)
Augusta („die Erhabene“) ist eine Ehrenbezeichnung, die römische Kaiser ihren Ehefrauen oder nahen weiblichen Verwandten – etwa ihren Müttern, Schwestern, Großmüttern oder Töchtern – verleihen konnten. Sie stellt bis in die Spätantike das weibliche Gegenstück zum Titel Augustus dar, der im Römischen und frühen Byzantinischen Reich den zentralen Bestandteil der Kaisertitulatur bildete. Obwohl nicht mit konkreten rechtlichen oder politischen Kompetenzen ausgestattet, kam der Augusta-Würde ideologisch große Bedeutung zu; die Augustae nahmen oft eine besondere, teils sehr machtvolle Stellung am kaiserlichen Hof ein, wenngleich die Alleinherrschaft einer Frau im römischen Kontext nicht möglich war.

## Ursprung und Bedeutung
Erstmals bekam Livia Drusilla, die langjährige dritte Ehefrau des ersten Kaisers Augustus, durch testamentarische Verfügung des verstorbenen Princeps im Jahr 14 n. Chr. den Ehrennamen Augusta verliehen. Zugleich wurde Livia von Augustus adoptiert und in dessen Familie, die gens Iulia, aufgenommen. Nach dessen Tod trug sie daher den Namen Iulia Augusta, mit ihrer Vergöttlichung im Jahr 42 unter ihrem Enkel Claudius kam ihr die Bezeichnung Diva Augusta zu. Für die Nachfolgepolitik des Augustus war die Erhebung Livias zur Augusta entscheidend, da ihre Rolle als Kaisergattin und Kaiserinmutter gestärkt und der sakral und politisch bedeutsame Charakter des Augustus-Titels auf Livia übertragen wurde. Zugleich festigte diese Maßnahme die Position des neuen Kaisers Tiberius als des Sohnes der Augusta politisch wie ideologisch.
Aus dem ehrenhalber verliehenen Cognomen Augusta entwickelte sich mit der Zeit ein Titel der Kaisergattin oder anderer weiblicher Verwandter, der jedoch keinerlei bestimmte rechtliche Kompetenzen verlieh. Auch fortan war der Augusta-Titel bedeutsam, da er in Gestalt der Augusta als Kaiserinmutter (mater principis) eine dynastische Herrschaft legitimieren konnte. Die Verleihung erfolgte durch einen Senatsbeschluss mit Zustimmung des Kaisers, häufig auch auf dessen Antrag. Anlässe dafür waren vor allem der Herrschaftsantritt des Kaisers, die Eheschließung oder die Geburt eines Nachkommen. Die Augusta war die erste Frau im Staat, was ihr vor allem zeremonielle Würden und Aufgaben einbrachte. Jedoch waren nicht alle Kaisergattinnen Trägerinnen des Titels; auch konnte die Verleihung abgelehnt werden (recusatio). Ob kaiserliche Frauen diese Ehre erfuhren oder nicht, gibt aber nicht zwingend Aufschluss über ihre politische Bedeutung.
Unabhängig von der Verleihung des Titels Augusta wurden im griechischsprachigen Osten des Imperium Romanum Gattinnen oder weibliche Angehörige der Kaiser häufig mit dem ins Griechische übersetzten Namen Sebastḗ (Σεβαστή) geehrt. Dieser Titel konnte auch Frauen der kaiserlichen Familie zugesprochen werden, die offiziell noch keine Augustae waren oder auch später nicht dazu erhoben wurden. So bezeichnet etwa eine Inschrift aus Paphos Iulia, die Tochter des Augustus, als Sebastḗ, obwohl ihr nie die Augusta-Würde zuerkannt wurde. Seit Mark Aurels Ehefrau Faustina, die als erste kaiserliche Frau einen zweiten offiziellen Ehrentitel erhielt, trugen die Frauen des Kaiserhauses bis in das frühe 4. Jahrhundert hinein außerdem wiederholt den Ehrentitel einer mater castrorum. Durch die Proklamation der Kaiserin zur „Mutter des Heerlagers“ wurde eine ideologische Verbindung zwischen dem Kaiserhaus und den Truppen hergestellt. Im 3. Jahrhundert wurde diese Bezeichnung zu „Mutter des Heerlagers, des Senats und des Vaterlandes“ (mater castrorum et senatus et patriae) erweitert; Iulia Domna, die Frau des Septimius Severus, trug erstmals diesen Titel. Beide Titel wurden fortan parallel zueinander verwendet. Bei Iulia Mamaea, der Mutter des Severus Alexander, wurde die inoffizielle Titulatur einer spanischen Inschrift zufolge zu einer „Mutter des Heerlagers, des Senats, des Vaterlands und des ganzen Menschengeschlechts“ (mater castrorum et senatus et patriae et universi generis humani) gesteigert. In ähnlicher Weise wurden Kaisergattinnen vor allem in der Spätantike inoffiziell auch mit der Bezeichnung „Königin“ (regina, βασίλισσα basílissa) gerühmt.

## Frühe und hohe Kaiserzeit

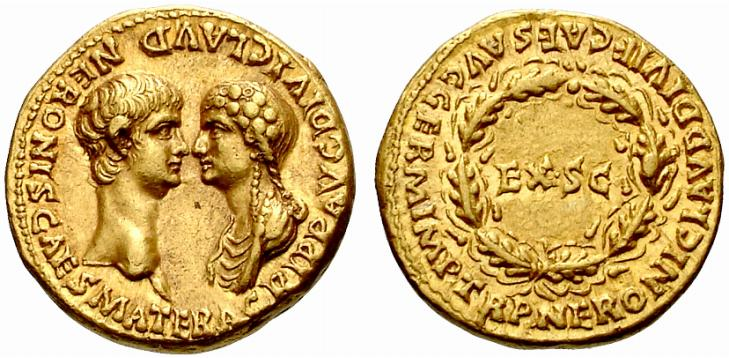
Agrippina als Augusta mit ihrem Sohn Nero auf einem Aureus

Nach Livia verlieh der Senat auf Betreiben oder zumindest mit Zustimmung Kaiser Caligulas den Augusta-Titel im Jahr 37 postum dessen Großmutter Antonia Minor, der Mutter des späteren Kaisers Claudius, in deren Obhut Caligula aufgewachsen war; zu Lebzeiten hatte sie die Verleihung des Titels abgelehnt. Nach dem plötzlichen Tod seiner Schwester Drusilla im Jahr 38 ließ Caligula sie mit allen Ehren ausstatten, die Livia zuteilgeworden waren. Jedoch ist unwahrscheinlich, dass sie auch zur Augusta erhoben wurde; seinen insgesamt drei Schwestern blieb diese Ehre ebenso verwehrt wie Caligulas vier Ehefrauen. Unter Claudius betrieb der Senat die Erhebung von dessen dritter Ehefrau Valeria Messalina zur Augusta, als diese Britannicus zur Welt brachte. Jedoch stimmte Claudius der Verleihung nicht zu. Erst Claudius’ vierte Gattin Agrippina erhielt den Titel, als der Princeps auf ihr Betreiben hin im Jahr 50 ihren Sohn aus erster Ehe, den späteren Kaiser Nero, adoptierte. Sie war damit die erste Kaisergattin, die den Titel zu Lebzeiten des Kaisers empfing. Zugleich verfügte sie als Erste über volles Münzrecht, sodass sie auf reichsweiten Prägungen auch ohne Nennung oder Porträt des Princeps dargestellt wurde. Wie Claudius Messalina nicht zur Augusta erhoben hatte, so unterließ Nero dies ebenso bei Octavia. Anlässlich der Geburt seiner Tochter Claudia im Jahr 63 ließ Nero sowohl deren Mutter, seine zweite Frau Poppaea Sabina, als auch den (wenig später verstorbenen) Säugling zu Augustae ernennen. Ebenso verlieh er seiner dritten Ehefrau Statilia Messalina den Titel.
Titus verlieh seiner Tochter Iulia den Titel. Flavia Domitilla, die Tochter Vespasians, erhielt den Titel zwanzig Jahre nach ihrem Tod unter Domitian und wurde zugleich zur Diva erklärt. Bald nach seinem Herrschaftsantritt ließ Domitian auch seine Frau Domitia Longina zur Augusta erheben. Seit Domitian stellte die Erhebung der Kaisergattin zur Augusta eine Regel dar, von der nur selten abgewichen wurde. Allmählich entwickelte sich auch ein Anspruch der Frauen des Kaiserhauses, diese Ehre zu erfahren. Unter Trajan lehnten die Schwester und die Gattin des Princeps, Marciana und Plotina, die Verleihung des Titels im Frühjahr oder Sommer des Jahres 98 zunächst unter der Bedingung ab, Trajan müsse zuvor den Ehrentitel pater patriae verliehen bekommen. Obwohl Trajan im Herbst 98 diese Ehrung erfuhr, nahmen beide den Augusta-Titel erst vor oder um 105 – unter Umständen anlässlich der siegreichen Heimkehr Trajans aus dem ersten Dakerkrieg im Jahr 102 – an. Marciana war damit die erste Schwester eines römischen Kaisers, die diesen Titel zu Lebzeiten erhielt. 112 erhob Trajan auch Marcianas Tochter Matidia zur Augusta. In der Folgezeit verliehen die Kaiser den Titel ausschließlich an ihre Gattinnen und die ihrer jeweiligen Thronfolger. So erhielt Hadrians Gattin Vibia Sabina die Augusta-Würde erst, als der Princeps den Titel des pater patriae empfing, den er zu Beginn seiner Herrschaft mehrfach abgelehnt hatte. Faustina die Ältere hingegen wurde seit Beginn der Herrschaft ihres Gatten Antoninus Pius Augusta genannt, noch bevor dieser den Titel des pater patriae erhielt. Mark Aurel ehrte 174 seine Gattin Faustina die Jüngere mit dem Titel mater castrorum, um ihr für ihre Anwesenheit im Feldlager an der Donau während der Markomannenkriege zu danken. Bereits unter ihrem Vater Antoninus Pius war ihr nach der Geburt ihrer ersten Tochter 147 am gleichen Tag das Münzrecht und die Augusta-Würde verliehen worden, an dem ihr Ehemann die tribunizische Gewalt empfangen hatte. Damit war sie die erste Augusta gewesen, die diesen Titel noch als Gattin eines Caesar erhalten hatte, denn Mark Aurel wurde erst 161 zum Augustus und 166 zum pater patriae erhoben. Als die Tochter Mark Aurels und die Gattin seines Mitregenten Lucius Verus konnte sich Lucilla spätestens 165 und damit noch vor Erhebung des Verus zum pater patriae (166) und Geburt ihres ersten Kindes Augusta nennen. Bald nach ihrer Hochzeit mit Commodus dürfte Bruttia Crispina den Titel erhalten haben. Weder Lucilla noch Crispina konnten an die machtvolle Stellung früherer Augustae anknüpfen; beide wurden später einer damnatio memoriae unterworfen.
Im Zweiten Vierkaiserjahr weigerte sich Pertinax, seine Ehefrau Flavia Titiana zur Augusta und seinen Sohn zum Caesar zu ernennen. Didius Iulianus hingegen nahm zeitgleich sowohl den Augustus- und pater patriae-Titel als auch die Augusta-Würde für seine Gattin Manlia Scantilla und seine Tochter Didia Clara an.
Iulia Domna führte den Augusta-Titel seit Herrschaftsbeginn ihres Gatten Septimius Severus im Jahr 193. Zudem trug sie als zweite Kaiserin nach Faustina Minor ab 195 den Titel einer mater castrorum, der ihr anlässlich ihrer Anwesenheit im Militärlager verliehen und der später zu mater castrorum et senatus et patriae erweitert wurde. Septimius Severus’ Sohn Caracalla machte seine Frau Fulvia Plautilla zur Augusta; nachdem ihr Vater Plautianus von Caracalla des geplanten Mordes an Septimius Severus bezichtigt und getötet worden war, verlor Plautilla jedoch ihren Titel, wurde verbannt und 211 schließlich ermordet; ihr Name verfiel der damnatio memoriae. Unter den Severern kam zeitweise vor allem der Großmutter und Mutter des Kaisers die Augusta-Würde und außerordentliche politische Bedeutung zu: So führte Iulia Maesa, die Großmutter Kaiser Elagabals, den Augusta-Titel und widmete sich anstelle ihres unmündigen Enkels den Regierungsgeschäften; Elagabals Mutter und die Tochter Maesas, Iulia Soaemias, erlangte den Titel ebenso wie alle drei bezeugten Ehefrauen des Princeps, Iulia Paula, Aquilia Severa und Annia Faustina. Als Kaiserinmutter des Severus Alexander und Augusta übte Iulia Mamaea über die Volljährigkeit ihres Sohnes hinaus großen Einfluss auf die Regentschaft aus. Auch Severus Alexanders Frau Orbiana trug den Augusta-Titel. In severischer Zeit wurde außerdem der Titel sanctissima Augusta geschaffen, den Inschriften etwa für Iulia Maesa, Iulia Mamaea und Orbiana bezeugen und der sich bis zum Ende des 3. Jahrhunderts häufig findet. Zudem dokumentierten die meisten der machtbewussten Augustae des 3. Jahrhunderts ihre außerordentliche Stellung in eigenen Münzen.
Unter den Soldatenkaisern in der Reichskrise des 3. Jahrhunderts wurde den Kaisergattinen zusammen mit der Augusta-Würde häufig der Titel einer mater castrorum verliehen, um der gesteigerten Bedeutung Rechnung zu tragen, die das Militär bei der Akklamation des Kaisers spielte. Allerdings sind die familiären Umstände der rasch wechselnden Throninhaber und -aspiranten teilweise nur lückenhaft überliefert. Daher bleibt häufig ungewiss, ob und an welche Personen die Augusta-Würde verliehen wurde. Jedenfalls trug Caecilia Paulina, die Gattin des ersten Soldatenkaisers, Maximinus Thrax, den Titel. Anlässlich ihrer Heirat mit Gordian III. im Jahr 241 wurde auch Tranquillina zur Augusta erhoben. Marcia Otacilia Severa trug als Frau des Philippus Arabs sowohl den Titel einer Augusta als auch einer mater castrorum et senatus et patriae. Seit Beginn der Herrschaft des Decius kam auch dessen Frau Herennia Cupressenia Etruscilla diese Würde zu. Cornelia Supera, die Gattin des Aemilianus, wurde ebenso zur Augusta gemacht wie Salonia, die Gemahlin des Gallienus. Eine Frau namens Cornelia Gallonia wird in einer Inschrift aus Sardinien als Frau von dessen Vater Valerian genannt und mit dem Titel Augusta bezeichnet; die tatsächliche Existenz dieser Kaiserin ist jedoch umstritten. Von den Usurpatoren unter Gallienus scheint nur Regalianus seine Frau Sulpicia Dryantilla 260 zur Augusta ernannt zu haben. Aurelian ließ seiner Frau Ulpia Severina diese Ehre ebenfalls zukommen. Schließlich ist auch für Magnia Urbica als die Gattin des Carinus die Erhebung zur Augusta bezeugt.
Als Aurelian im Frühjahr 272 einen Feldzug gegen das palmyrenische Teilreich eröffnete, nahmen der unmündige Vaballathus und seine für ihn die Regierungsgeschäfte führende Mutter Zenobia die Titel Augustus bzw. Augusta an und wandten sich damit offen gegen die römische Herrschaft. In dieser Phase ließ Zenobia Münzen schlagen, auf denen sie die kaiserliche Titulatur für sich und ihren Sohn beanspruchte. Für das Imperium Galliarum ist nur im Fall der Victoria, der Mutter des Victorius, bezeugt, dass sie 271 von Tetricus I. den Titel einer Augusta und mater castrorum erhalten habe; allerdings ist die Zuverlässigkeit dieser Angabe in der Historia Augusta zweifelhaft.

## Spätantike
In der Spätantike (ab 284 n. Chr.) erhielten die Frauen der kaiserlichen Familie die Augusta-Würde in der Regel durch den Kaiser. Jedoch konnten sie weiterhin formal niemals im eigenen Namen regieren, sondern erlangten lediglich indirekt über ihren persönlichen Einfluss als Mütter, Schwestern und Töchter der Kaiser Bedeutung; die Augusta-Würde blieb trotz weiterhin fehlender rechtlicher Kompetenzen ideologisch bedeutsam. Bisweilen traten Augustae als faktische Regentinnen für noch unmündige Kaiser auf. Allerdings wurden weder alle Kaisergattinnen als Augustae tituliert noch erscheinen weibliche Mitglieder des Kaiserhauses so häufig auf Münzen wie in der frühen und hohen Kaiserzeit.
Gegenüber der vorangehenden Zeit der Soldatenkaiser kam mit den stabileren Verhältnissen der Tetrarchie der Rolle der Kaisergattin mehr Gewicht zu. Allerdings erhob unter den Tetrarchen nur Galerius seine Frau Valeria, die Tochter des Augustus Diokletian, in den Rang einer Augusta. Den Gattinnen von Diokletian, Maximian oder Constantius I. blieb diese Ehre hingegen verwehrt. Möglicherweise liegt der Grund für die zurückhaltende Vergabe des Augusta-Titels unter den Tetrarchen in der niederen Herkunft ihrer Ehefrauen. Auch Kaiser Konstantins Mutter Helena fehlte eine vornehme Abstammung; nach Ambrosius von Mailand war sie eine Stallmagd. Sie dürfte mit Konstantins Vater Constantius I. nicht vermählt gewesen sein. Dieser verließ Helena und heiratete die Stieftochter Kaiser Maximians, Theodora. 325 ließ Konstantin seine Mutter von den Truppen zur Augusta erheben und Münzen mit ihrem Porträt schlagen. Seit Konstantin wurde der dynastische Gedanke für das Kaisertum sehr viel wichtiger als in der frühen Kaiserzeit, so dass die Frauen des Herrscherhauses (domus divina) eine zentrale Rolle für die Legitimation der Kaiser spielen konnten. Auch seiner Tochter Constantina verlieh Konstantin so die Augusta-Würde, mithilfe derer sie beträchtlichen politischen Einfluss ausübte: In Absprache mit ihrem Bruder Kaiser Constantius II. überredete sie so 350 den Heermeister Vetranio dazu, sich zum Augustus proklamieren zu lassen und auf diese Weise auf der Seite ihres Bruders dem Usurpator Magnentius Einhalt zu gebieten, der sich gegen Constans, Constantius’ Bruder, im Westen erhoben hatte. Ein Jahr später wurde Constantina mit dem zum Caesar eingesetzten Constantius Gallus vermählt. Constantinas Schwägerin Eusebia, der Gattin Constantius II., die ebenso eine bedeutende Machtstellung erlangte, blieb der Titel einer Augusta hingegen bis zu ihrem Tod ebenso verwehrt wie den beiden weiteren Frauen des Constantius; insgesamt haben die Söhne Konstantins keine Augusta-Titel verliehen. Auch die folgenden Kaiser Julian, Jovian, Valentinian I. und Gratian sahen davon ab, ihre Ehefrauen als Augustae zu ehren; erst Valens verlieh den Titel wieder seiner Gattin Domnica.
Theodosius I. machte zwar seine erste Frau Aelia Flaccilla, nicht aber seine zweite, Galla, zur Augusta. Auch nach der Reichsteilung von 395 hatte die Augusta-Würde in beiden Hälften des Imperiums Bestand: Der erste Kaiser der Osthälfte, Arcadius, ließ seiner Gattin Aelia Eudoxia den Titel im Jahr 400 nach Geburt ihres ersten Kindes verleihen. Ebenso erhob Honorius als Kaiser des Westreiches im Februar 421 seinen patricius Flavius Constantius zum Augustus und Mitregenten (nunmehr Constantius III.); zugleich wurde Honorius’ Schwester Galla Placidia, mit der Constantius seit 417 verheiratet war, zur Augusta ernannt. Nach dem Tod ihres Gatten und einem Zerwürfnis mit ihrem Bruder floh Placidia nach Konstantinopel, kehrte jedoch in das Westreich zurück, als Honorius verstarb, und führte bis zur Volljährigkeit ihres Sohnes, des späteren Valentinian III., als Regentin die Regierungsgeschäfte. Im Gegensatz zu seiner Schwester enthielt Honorius seinen Ehefrauen Maria und deren Schwester Thermantia die Augusta-Würde vor; möglicherweise wollte er damit einen allzu großen Prestigegewinn deren Vaters Stilicho, seines Heermeisters, verhindern. Nach dem Tod des Arcadius wurde sein erst siebenjähriger Sohn Theodosius II. Augustus des oströmischen Reiches. Seine ältere Schwester Aelia Pulcheria übte entscheidenden Einfluss auf die Herrschaft des Unmündigen aus, von 414 bis 416 als sein offizieller Vormund. Theodosius verlieh ihr als Fünfzehnjähriger 414 den Titel Augusta. Damit wurde sie zwar nicht Mitregentin (nach römischem Verständnis konnte nur ein Mann an der Spitze des Reiches stehen), war aber eine mächtige Person, der kaiserliche Würden zustanden und die sich unter anderem intensiv mit kirchlichen Angelegenheiten befasste. Pulcheria wählte für ihren Bruder Athenaïs als Braut aus, die Theodosius 423 nach Heirat und Taufe ebenfalls in den Rang einer Augusta erhob. Nach dem Tod des Theodosius heiratete Pulcheria seinen Nachfolger Markian und verlieh diesem so zusätzliche Legitimität. Unter ihrem Vetter Valentinian III., der seit 425 den Westen regierte, erhielten dessen Gattin Licinia Eudoxia und Schwester Iusta Grata Honoria den Titel.
Als Justinian I. im Jahr 527 Alleinherrscher wurde, ernannte er seine Gattin Theodora, eine ehemalige Schauspielerin, mit der er sich zwei Jahre zuvor nur mittels einer Gesetzesänderung hatte verheiraten können, zur Augusta. Auf ihren Gatten, der sie wiederholt als „seine ihm von Gott gegebenen Beraterin“ bezeichnete, übte sie angeblich erheblichen Einfluss aus. Sie empfing selbst Gesandte und forderte für sich im Hofzeremoniell den gleichen Rang, den der Kaiser innehatte, etwa die Proskynese. Da ihr Einfluss aber von den Quellen, die ihr nie neutral, sondern entweder sehr feindselig (zum Beispiel Prokopios von Caesarea, der sie aufgrund ihrer Herkunft verachtete) oder verherrlichend (die Monophysiten) gegenüberstehen, stark übertrieben werden dürfte, spricht vieles dafür, dass Theodoras Rolle sich in Wahrheit nicht von der anderer spätantiker Kaiserinnen unterschied. Aufgrund der Umstände wurde sie aber als besonders anstößig empfunden.
Theodoras Nichte Sophia, die als Gemahlin von Justinians Neffen und Nachfolger Justin II. 565 Kaiserin wurde, griff im Unterschied zu ihrer Tante tatsächlich entscheidend in die Geschicke des Imperiums ein. Sie war die erste Augusta, die auf Münzen mit denselben Insignien wie der Kaiser dargestellt wurde. Als ihr Mann 574 geisteskrank wurde, sorgte sie dafür, dass der erfolgreiche Feldherr Tiberius Constantinus zum Unterkaiser (Caesar) erhoben wurde, um gemeinsam mit ihr die Regierungsgeschäfte zu führen. Ihre Hoffnungen, nach dem Tod ihres Mannes vom nunmehrigen Alleinherrscher Tiberius geehelicht zu werden, wurden allerdings 578 enttäuscht. Sie verlor ihren politischen Einfluss, behielt aber den Rang einer Augusta.